# Голям-Манастир
Голя́м-Манасти́р (болг. Голям манастир) — село в Ямбольській області Болгарії. Входить до складу общини Тунджа.

## Населення
За даними перепису населення 2011 року у селі проживали 373 особи.
Національний склад населення села:
| Національність   | Кількість осіб | Відсоток |
| ---------------- | -------------- | -------- |
| болгари          | 321            | 97,6%    |
| цигани           | 5              | 1,5%     |
| турки            | 0              | 0%       |
| Всього відповіли | 329            |          |

Розподіл населення за віком у 2011 році:
Динаміка населення: